# Opius tucumanus
Opius tucumanus är en stekelart som beskrevs av Fischer 1964. Opius tucumanus ingår i släktet Opius och familjen bracksteklar. Inga underarter finns listade i Catalogue of Life.